# گاردونه ول ترمپیا
گاردونه ول ترمپیا (به ایتالیایی: Gardone Val Trompia) یک کومونه در ایتالیا است که در استان برشا واقع شده‌است. گاردونه ول ترمپیا ۲۶ کیلومتر مربع مساحت و ۱۱٬۹۸۳ نفر جمعیت دارد و ۲۸۲ متر بالاتر از سطح دریا واقع شده‌است.

## خواهرخوانده
شهر Nanoro Department خواهرخواندهٔ گاردونه ول ترمپیا هست.